# 李孝轩
李孝轩（1974年8月—），男，汉族，江西南昌人，中华人民共和国政治人物，中国民主促进会会员，第十三届全国人民代表大会云南省代表。

## 生平
2018年，李孝轩被选为云南省出席第十三届全国人民代表大会代表。